# 雷諾茲山
72°42′S 61°16′W / 72.700°S 61.267°W
雷諾茲山（英語：Mount Reynolds），是南極洲的山峰，位於帕爾默地，海拔高度1,130米，在1940年12月30日由美國研究隊發現，以該國探險隊領導者命名，現時由南極條約體系管理。